# 馬薩姆冰川
馬薩姆冰川（英語：Massam Glacier），是南極洲的冰川，位於杜費克海岸，全長20公里，最終注入羅斯冰架，由新西蘭探險隊命名，現時由南極條約體系管理。